# ونیویلنکولم
ونیویلنکولم (به لاتین: Vannivilankulam) یک منطقهٔ مسکونی در سری‌لانکا است که در استان شمالی (سری‌لانکا) واقع شده‌است.